# Chester megye (Pennsylvania)
Chester megye az Amerikai Egyesült Államokban, azon belül Pennsylvania államban található. Megyeszékhelye és legnagyobb városa West Chester. Lakosainak száma 534 413 fő (2020. április 1.). Chester megye Berks, Montgomery, Delaware, New Castle, Cecil és Lancaster megyékkel határos.

## Népesség
A megye népességének változása:
| Lakosok száma | 498 886 | 503 560 | 506 190 | 509 468 | 515 939 | 534 413 |
|               | 2010    | 2011    | 2012    | 2013    | 2015    | 2020    |